# オフィサ・トレヴィラナス
オフィサ・トレヴィラナス（Ofisa Treviranus、1984年3月31日 - ）は、サモアのラグビーユニオン選手。

## プロフィール
- サモア・モートゥトゥア出身[1]。
- ポジションはフランカー(FL)。
- 身長 187cm、体重 108kg
- 兄のレイ・オフィサも弟のアラパティ・レイウアもラグビー選手(元サモア代表)。
- ワールドカップセブンズ2009の7人制サモア代表に選ばれたことがある[2]
- サモア代表キャップは23（2025年4月現在）でワールドカップ2011・2015のサモア代表に選ばれて2015年W杯では主将を務めた[3]。

## 略歴
コナート、ロンドン・アイリッシュを経て、2019年、チヌノーRFCに加入。